# Trier-Saulsches Haus

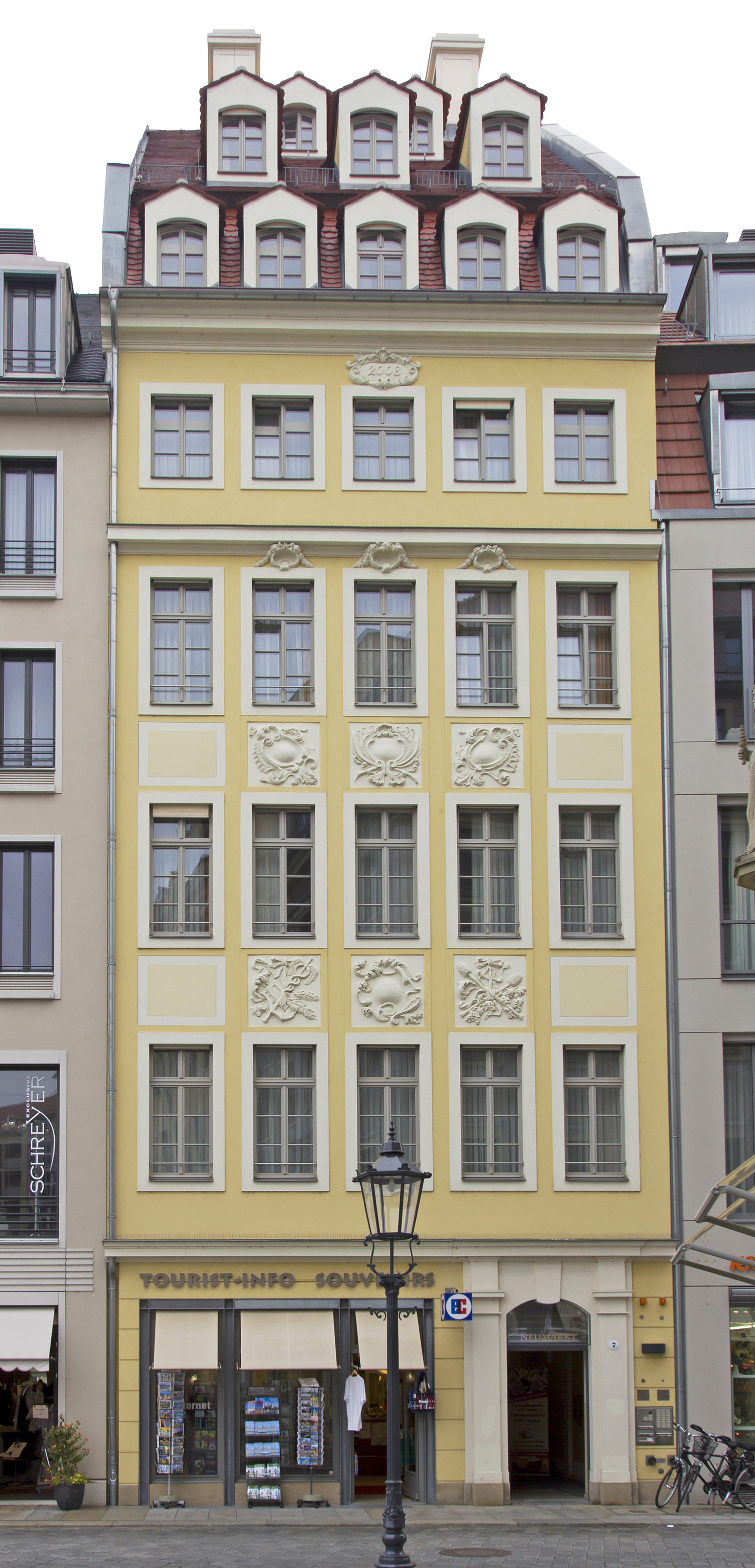
Trier-Saulsches Haus

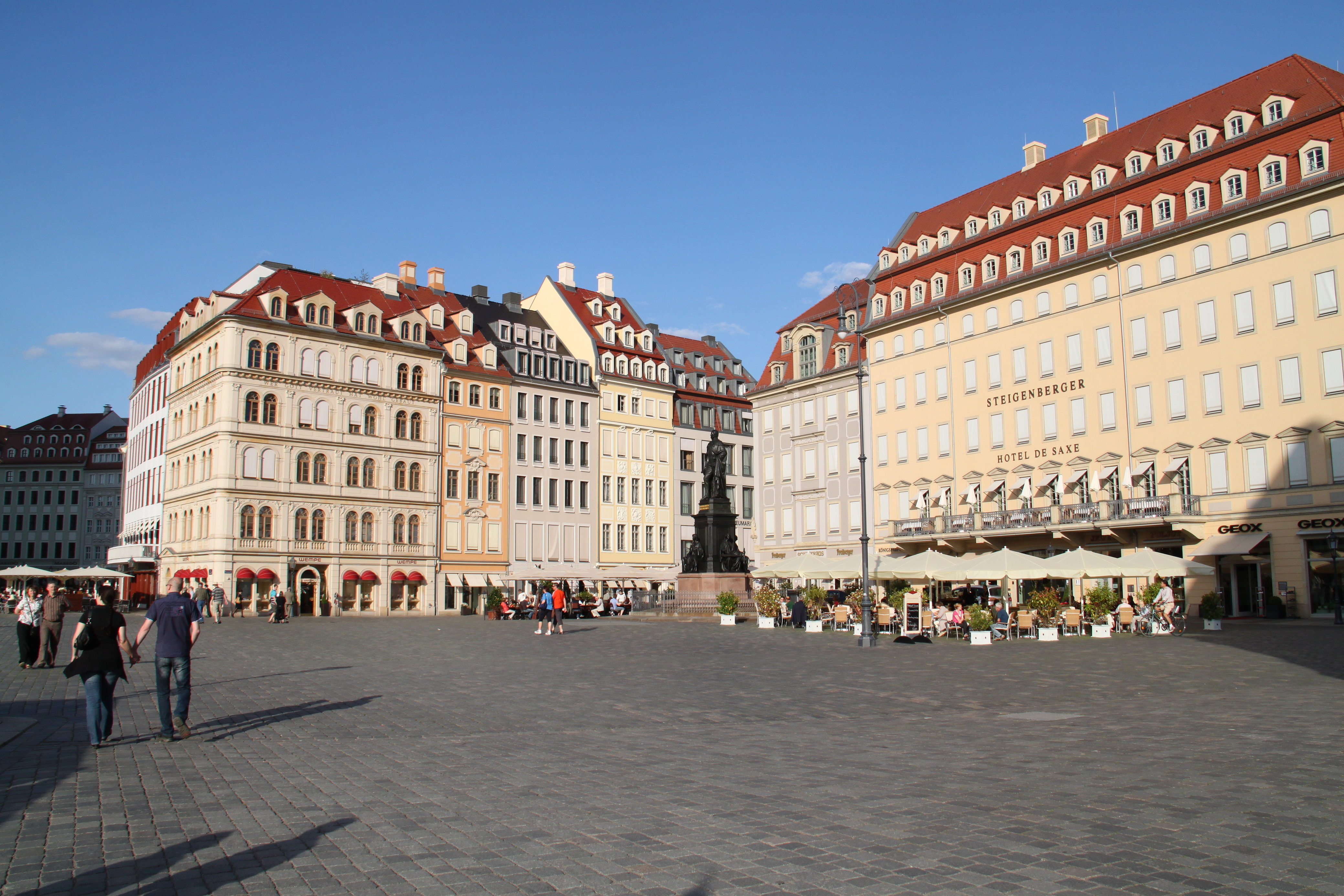
Lage am Neumarkt (das hellgelbe Haus in der Bildmitte)

Das Trier-Saulsche Haus (auch Triersches Haus) am Neumarkt 7 in Dresden ist ein spätbarockes Bürgerhaus, das 1945 zerstört und 2008 rekonstruiert wurde.

## Geschichte und Beschreibung
Ein Vorläuferbau an dieser Stelle wurde am 28. Juni 1731 von der Hofrätin Johanna Friederica Trier erworben. Vermutlich nach 1750 entstand dann das bereits 1760 im Siebenjährigen Krieg durch preußischen Beschuss Dresdens wieder zerstörte Gebäude. Nach der Zerstörung wurde eine „relativ hohe“ Verlustsumme von 8500 Talern ermittelt. Der Wiederaufbau erfolgte nach 1760 unter Ferdinand Ludwig von Saul.
Das Haus wurde Johann Christian Hasche und Heinrich Keller zufolge nach Entwürfen Samuel Lockes erbaut. Stefan Hertzig vertritt jedoch die Auffassung, dass Locke lediglich der Architekt des Wiederaufbaus des Hauses nach 1760 war und dem Bau das vierte Obergeschoss hinzufügte.
Cornelius Gurlitt beschreibt das Haus am Neumarkt 7 als fünf Fenster breites Haus mit vier Obergeschossen. Gurlitt meint, es handele sich vermutlich um einen ehemaligen Renaissancebau, der nach  dem Brand von 1760 „kräftige Rococokartuschen“ zwischen den drei Mittelfenstern erhalten habe. In den Kartuschen sind Emblembe wie der Merkurstab und vermutlich Silberschmiedearbeiten eingelassen worden. Im zweiten Hof befanden sich offene Balkons auf Tragsteinen als Verbindungsgänge.
Das originale Erscheinungsbild des Gebäudes ist nur unzureichend dokumentiert. Während Gurlitt den Bau noch in seinem barock geschmückten Zustand beschreibt, muss zwischen 1903 und 1930 eine Beseitigung des Fassadendekors stattgefunden haben.
Direkt an das wiederaufgebaute Haus schließt sich die Landhausstraße 1 an.